# Amalia Vitale
Amalia Vitale (* 16. November 1988) ist eine britische Schauspielerin, Sängerin und Synchronsprecherin.

## Leben und Karriere
Amalia studierte an der Birmingham School of Acting. Aus der Filmkomödie New York Christmas – Weihnachtswunder gibt es doch, in der sie die Rolle der Kendra verkörperte, erschien ihr Song I’ll Be Home For Christmas auf dem gleichnamigen Soundtrack. Weiter ist sie als Synchronsprecherin am Animationsfilm Shaun das Schaf – Der Film: UFO-Alarm und an den Fernsehserien Roots & Fruits und Dragon Rescue Riders beteiligt. im Fernsehen war sie u. a. neben Lydia West und Nicola Coughlan in Big Mood als Anya und in Beyond Paradise als Hannah Owen zu sehen.
Die Audiobücher Das Buch Eva – Ticket ins Paradies, The Girl with the Yellow Star und The Italian Girl’s Secret sind mit ihrer Beteiligung erschienen. Auch spielt sie seit 2024 die Rolle der Beatrice in Viel Lärm um nichts im Shakespeares Globe.
Amalia Vitale lebt mit ihrem Ehemann und ihrem Sohn in London.

## Filmografie (Auswahl)
- 2012: She’s Gone (Kurzfilm)
- 2012: The Canteen (Kurzfilm)
- 2013: Consumed (Kurzfilm)
- 2014: Casualty (Fernsehserie, Folge 28x38)
- 2014: In a Box (Kurzfilm)
- 2015: Inspector Barnaby (Midsomer Murders, Fernsehserie, Folge 17x04)
- 2015: Making It
- 2015: New York Christmas – Weihnachtswunder gibt es doch (Christmas Eve, Fernsehfilm)
- 2016: Der junge Inspektor Morse (Endeavour, Fernsehserie, Folge 3x02)
- 2019: Shaun das Schaf – Der Film: UFO-Alarm (A Shaun the Sheep Movie: Farmageddon, Stimme)
- 2019: Dragons – Die jungen Drachenretter (Dragons: Rescue Riders, Fernsehserie, 8 Folgen, Stimme)
- 2020: Bruised Sky (Fernsehserie, Folge 1x09)
- 2021: Trying (Fernsehserie, Folge 2x04)
- 2021: Whistle Through the Shamrocks (Fernsehserie, 6 Folgen)
- 2022: Willow (Fernsehserie, Folge 1x05)
- 2022–2024: Roots & Fruits (Fernsehserie, 13 Folgen, Stimme)
- 2024: Big Mood (Fernsehserie, 6 Folgen)
- 2023–2025: Beyond Paradise (Fernsehserie, 7 Folgen)